# Noví historikové
Noví historikové (hebrejsky: ההיסטוריונים החדשים, ha-historionim ha-chadašim) jsou volně definovaná skupina izraelských historiků zpochybňujících tradiční verzi izraelských dějin, a to mimo jiné včetně izraelské role na palestinském exodu v roce 1948 či ochotu arabské strany arabsko-izraelského konfliktu jednat o míru. Tento výraz poprvé v roce 1988 použil Benny Morris, který se řadí mezi přední nové historiky. Podle Ethana Bronnera z amerického deníku The New York Times usilují noví historikové o pokrok arabsko-izraelského mírového procesu.
Většina z primárních zdrojů, z nichž jednotliví historikové skupiny vychází, jsou nově přístupné dokumenty izraelské vlády, které byly deklasifikované po třiceti letech od vzniku Izraele. Do této skupiny historiků jsou řazeni Benny Morris, Ilan Pappé, Avi Shlaim, Tom Segev, Hillel Cohen, Baruch Kimmerling a (zpětně) Simha Flapan. Řada jejich závěrů byla zahrnuta do politické ideologie postsionistů. Politické názory jednotlivých historiků se různí, stejně jako se různí historické období jejich specializace.
Noví historikové za své názory, které jsou označovány jako antisionistické a protiizraelské, mnohdy čelí kritice. Mezi kritiky této skupiny patří například historikové Šabtaj Tevet, Anita Šapirová či Jo'av Gelber.

## Hlavní argumenty
Avi Shlaim popisuje rozdíly mezi Novými historiky a tím, co nazývá oficiální historií, následujícími slovy:

- Oficiální verze uvádí, že Velká Británie se pokusila zabránit vzniku Židovského státu; Noví historikové tvrdí, že se pokusila zabránit vzniku Palestinského státu.
- Oficiální verze uvádí, že Palestinci opustili své domovy z vlastní svobodné vůle; Noví historikové tvrdí, že uprchlíci byli vyhnáni nebo přinuceni odejít.
- Oficiální verze uvádí, že poměr sil byl ve prospěch Arabů; Noví historikové tvrdí, že Izrael měl převahu v počtu mužů i zbraní.
- Oficiální verze uvádí, že Arabové měli koordinovaný plán na zničení Izraele; Noví historikové tvrdí, že Arabové byli rozděleni.
- Oficiální verze uvádí, že arabská neústupnost zabránila míru. Noví historikové tvrdí, že za slepou uličku může předně Izrael.

Pappé tvrdí, že Sionističtí vůdci zamýšleli vysídlit většinu Palestinských Arabů; Morris věří, že vysídlování proběhlo v rámci probíhající války. Podle Nových historiků, Izrael a arabské země mají každý svůj díl odpovědnosti za Arabsko-izraelský konflikt a za bezútěšnou situaci Palestinců.

## Vliv na tradiční izraelský narativ a veřejné mínění
Michala Ben-Josef Hirsch tvrdí, že před příchodem Nových historiků "se Izraelci drželi jednostranných historických narativů o okolnostech vedoucích ke vzniku problému palestinských uprchlíků a opačné narativy byly tabu." Podle Ben-Josefy Hirsch, závěry Nových historiků, a široké vyprovokované debaty, ukončily zmíněné tabu a změnily v Izraeli pohled na problém palestinských uprchlíků a jeho příčiny. Ben-Josefa Hirsch říká, že tradiční izraelský narativ, podle kterého jsou Arabové zodpovědní za Palestinský exodus, přetrvával od roku 1948 do konce devadesátých let minulého století. Podle ní argumenty nových historiků podstatně konfrontovaly dřívější narativ, vedly k obsáhlé debatě v akademických kruzích, i v celospolečenské debatě, včetně novinářů a fejetonistů, politiků, osobností veřejného života a široké veřejnosti.
Ben-Josefa Hirsch věří, že se stala významná změna ve vnímání problému palestinských uprchlíků v izraelské společnosti od devadesátých let minulého století, a je přijímán komplexnější narativ; uznávající případy kdy izraelské ozbrojené síly vyhnaly Palestince s vědomím a posvěcením izraelských představitelů. Ben-Josefa Hirsch přisuzuje tuto změnu práci Nových historiků a následné debatě.
Noví historikové si získali renomé během devadesátých let minulého století. Seriál státní televize v roce 1998 k 50. výročí Izraele čerpal z jejich práce, stejně jako učebnice pro deváté třídy v roce 1999.
Kritici Nových historiků uznali tento posun. Avi Beker, píšící pro Jerusalem Post, prohlásil, že vliv práce Nových historiků na historii Arabsko-izraelského konfliktu "nelze přehánět". Tvrdí, že práce Nových historiků je nyní mainstream v akademických kruzích, a že jejich vliv se neomezil na intelektuální kruhy. Pro ilustraci svého stanoviska cituje příklady od změn izraelských školních učebnic po činy izraelských politických představitelů a vývoj v Izraelsko-palestinském mírovém procesu.